# La Sonnaz
La Sonnaz (toponimo francese) è un comune svizzero di 1 129 abitanti del Canton Friburgo, nel distretto della Sarine.

## Storia
Il comune di La Sonnaz è stato istituito il 1º gennaio 2004 con la fusione dei comuni soppressi di Cormagens, La Corbaz e Lossy-Formangueires (a sua volta istituito il 1º gennaio 1982 con la fusione dei comuni soppressi di Formangueires e Lossy); capoluogo comunale è Lossy.

## Geografia antropica

### Frazioni
Le frazioni di La Sonnaz sono:
- Cormagens[4]
- Formangueires[1][5]
- La Corbaz[6]
- Lossy[1][7]